# Ронкајола (Сондрио)
Ронкајола је насеље у Италији у округу Сондрио, региону Ломбардија.
Према процени из 2011. у насељу је живело 36 становника. Насеље се налази на надморској висини од 802 м.